# Ansgar Krause
Ansgar Krause (* 1956 in Solingen) ist ein deutscher Konzertgitarrist, Arrangeur und Professor im Fach Gitarre an der Hochschule für Musik und Tanz Köln und der Hochschule für Musik Saar.

## Leben und Werk
Ansgar Krause wuchs in seinem Geburtsort Solingen auf und absolvierte am dortigen Humboldtgymnasium 1975 sein Abitur. Anschließend begann er im selben Jahr ein Studium der Schulmusik an der Musikhochschule in Köln, anfangs mit Hauptfach Violine. Später wechselte er zur Gitarre, auf die er sich dann immer mehr konzentrierte. 1976 war er Schüler von Professor Tadashi Sasaki in Aachen. 1980 schloss er sein Schulmusikstudium im Hauptfach Gitarre „mit Auszeichnung“ ab.
Mehrere Konzertreisen führten ihn u. a. nach Korea und Ägypten. Neben seiner solistischen Tätigkeit trat er in verschiedenen kammermusikalischen Besetzungen und mit Orchester auf; so u. a. zusammen mit Mechthild Georg (Gesang), Ludger Lohmann (Cembalo), Michael Krücker (Hammerklavier), Artus-Streichquartett, Thomas Müller-Pering und Hans-Werner Huppertz (Gitarre), Michael Schmidt-Casdorff (Traversflöte) und Ulrich Hübner (Naturhorn). Krause spielte mehrere CDs ein, teils im Gitarrenduo, die Zustimmung bei der überregionalen Kritik fanden. Ein Schwerpunkt seiner Tätigkeit sind die Anfertigung und Herausgabe von Bearbeitungen für Gitarre, wobei er mit namhaften Verlagen wie Schott Music und Breitkopf & Härtel zusammenarbeitet.
Seit 1981 unterrichtet er klassische Gitarre an der Musikhochschule in Köln und zudem seit 1986 Gitarre und weitere Fächer im Bereich der Schulmusik an der Musikhochschule Saar in Saarbrücken. 1998 wurde er zum Honorarprofessor ernannt.
Ansgar Krause lebt in Krefeld.

## Auszeichnungen
- 1979: 1. Preis beim internationalen Gitarrenwettbewerb von Mailand[2]

## Diskografie
- Werke für Fagott, mit Jürgen Gode (Fagott) und Martin Galling (Klavier), 1994, Bella Musica
- Focus classics, mit Thomas Müller-Pering (Gitarre), 1994, APM-Musikverlag
- Aus neuer Sicht: Johann Sebastian Bach – Transkriptionen, 1997, Johannes W. Huppertz
- Die Lautenwerke, Preludes & Fugen / J. S. Bach, 2001, Rudolf Bayer